# Estación Reumén
Reumén  es una estación de ferrocarriles ubicada en el pueblo de Reumén, la comuna chilena de Paillaco de la Región de Los Ríos, que es parte de la Línea Troncal Sur. Actualmente no existen servicios que se detengan en esta estación.

## Historia
La estación aparece con la construcción del ferrocarril Valdivia-Victoria-Osorno, que inició sus obras en 1888 y que sufrió muchos contratiempos durante su construcción. El trabajo se subdividió en dos grandes secciones, desde estación Valdivia hasta estación Pichi-Ropulli, y desde Pichi-Ropulli hasta la estación Osorno. Debido a muchos atrasos con las obras en el tramo Valdivia-Pichirropulli por más de una década, el gobierno pone como límite de su entrega el 1 de marzo de 1899; sin embargo, debido a un fuerte temporal durante el año, el segmento y el total del ferrocarril se inaugura a mediados de noviembre de 1899, incluida esta estación.
Hasta la década de 1960 la estación prestó servicios de pasajeros. La actual estación de ladrillos fue construida en 1962.
Actualmente la estación no presta ningún servicio de pasajeros; la estación y andenes se encuentran en pie. Desde 2017 comienzan trabajos de ideación para rehabilitar la estación. A inicios de abril de 2019 la Municipalidad de Paillaco presenta un proceso de licitación para utilizar las dependencias de la estación como un centro cultural; para agosto de 2019 los fondos son aprobados, y la estación contará con dos salas de reuniones, una sala de exposiciones y baños públicos. El centro cultural fue inaugurado el 26 de septiembre del mismo año.